# Brooklyn Machine Works
Brooklyn Machine Works è una ditta statunitense di Brooklyn (New York) che produce telai e componenti per biciclette. È specializzata in telai per mountain bike dalle caratteristiche estreme.
La sua produzione si caratterizza per l'utilizzo massiccio dell'acciaio 4130 come materiale principale per i telai.
Qualcuno la definisce "la Ferrari delle mountain bike da freeride estremo", definizione appropriata viste le prestazioni e la lavorazione magistrale dei pezzi ma anche visti i costi dei prodotti.
Produce due modelli di telaio per mountain bike con ammortizzatore posteriore (Killer B Race Link e FQ Mini Link) e un modello senza ammortizzazione (la Park).
Il modello storico che ha reso famosa la ditta è la TMX, progenitrice delle due attuali ammortizzate.